# علاقات الكويت الخارجية
منذ استقلالها في عام 1961، حافظت الكويت العلاقات الدولية القوية مع معظم البلدان، ولا سيما الأمم في العالم العربي. احتياطياتها النفطية الكبيرة يعطيها صوتا بارزا في المحافل الاقتصادية العالمية ومنظمات مثل منظمة أوبك.

## نظرة عامة

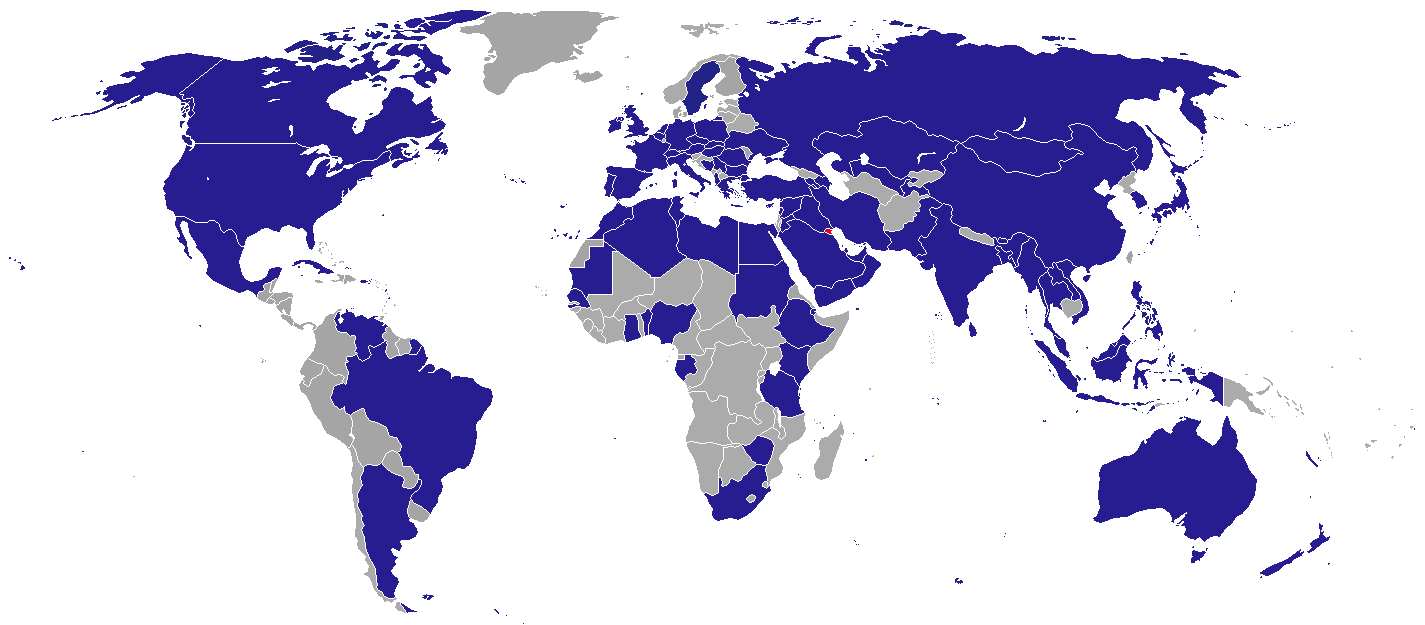
موقع البعثات الدبلوماسية للكويت:
الكويت
سفارة

علاقة الكويت المضطربة مع العراق شكلت جوهر سياسته الخارجية من بداية الاستقلال ومشكلة عبد الكريم قاسم. ظهرت لأول مرة مشكلة رئيسية في السياسة الخارجية لها عندما ادعى العراق امتلاكه للأراضي الكويتية. ولكن ذلك لم يثن الكويت عن طلب المساعدة من المملكة المتحدة ردا على الادعائات العراقية. وقدمت الكويت قضيتها أمام الأمم المتحدة محاولة منها للحفاظ على سيادتها.انسحبت القوات البريطانية في وقت لاحق وحلت محلها قوات من جامعة الدول العربية، التي تم سحبها في عام 1963 بناء على طلب الكويت.
في 2 أغسطس 1990، غزت العراق الكويت مما زاد من حدة التوتر بين هاتين الدولتين وقطع العلاقات لفترة تفوق العشرين عاما. وإلى حد كبير من خلال جهود الملك فهد بن عبد العزيز ملك المملكة العربية السعودية الذي كان له دور أساسي في الحصول على مساعدة من الولايات المتحدة، تم تجميع ائتلاف متعدد الجنسيات، تحت رعاية الأمم المتحدة، بدأ العمل العسكري ضد العراق لتحرير الكويت. بعض الدول العربية، وخاصة الخمس أعضاء الآخرين في مجلس التعاون الخليجي (المملكة العربية السعودية، البحرين، قطر، سلطنة عمان، والإمارات العربية المتحدة)، ومصر، وسوريا، بدعم الكويت من خلال إرسال قوات للقتال مع التحالف. كذلك أرسلت العديد من الدول الأوروبية وشرق آسيا القوات والمعدات، والدعم المالي.
بعد التحرير، وجهت الكويت إلى حد كبير الجهود الدبلوماسية والتعاونية تجاه الدول التي شاركت في التحالف متعدد الجنسيات. والجدير بالذكر أنها أعطت الكثير من هذه الدول دورا رئيسيا في إعادة اعمار الكويت. وعلى العكس، العلاقات الكويتية مع الدول التي دعمت العراق، من بينها الأردن، السودان، اليمن، وكوبا، قد ثبت أن العلاقات إما متوترة أو غير موجودة.
منذ انتهاء حرب الخليج الثانية، عملت الكويت جاهدة لتأمين حلفاء في جميع أنحاء العالم، ولا سيما مجلس الأمن التابع للأمم المتحدة. بالإضافة إلى الولايات المتحدة، وقد أبرمت الترتيبات الدفاعية مع المملكة المتحدة، روسيا، وفرنسا. وأيضا لحق بها - علاقات وثيقة مع غيرها من الدول العربية من الأعضاء الرئيسية في ائتلاف حرب الخليج مثل - مصر وسوريا.
وقد هيمنت على السياسة الخارجية الكويتية لبعض الوقت الاعتماد الاقتصادي على النفط والغاز الطبيعي. فإن الكويت كدولة نامية، مختلف اقتصاداتها غير كافية لدعم مستقل عليها. ونتيجة لذلك، وجهت الكويت اهتماما كبيرا نحو النفط أو الغاز الطبيعي.
مع اندلاع الحرب على العراق، اتخذت الكويت الموالية للولايات المتحدة بقوة موقف، حيث أنها كانت منصة الانطلاق للجيش. مع التأكيد بصفة خاصة على مراقبة الحدود بشكل صارم وجود كاف للقوات الأمريكية فيها.
الكويت هي عضو في الامم المتحدة وبعض وكالاتها المتخصصة وذات الصلة، بما في ذلك البنك الدولي (IBRD)، صندوق النقد الدولي (IMF)، منظمة التجارة العالمية (WTO)، الاتفاق العام بشأن التعريفات الجمركية والتجارة (GATT)؛ بنك التنمية الأفريقي (مصرف التنمية الأفريقي)، الصندوق العربي للإنماء الاقتصادي والاجتماعي (الصندوق العربي)، جامعة الدول العربية، الإمارات العربية صندوق النقد (AMF)، مجلس الوحدة الاقتصادية العربية (مجلس الوحدة الاقتصادية العربية)، اللجنة الاقتصادية والاجتماعية لغربي آسيا (الإسكوا)، مجموعة ال 77 (G-77)، مجلس التعاون الخليجي (مجلس التعاون الخليجي)، إنمارسات، جمعية التنمية الدولية (IDA)، مؤسسة التمويل الدولية، صندوق الدولي للتنمية الزراعية، منظمة العمل الدولية (ILO)، منظمة البحرية الدولية، الانتربول، اللجنة الأولمبية الدولية، البنك الإسلامي للتنمية (IDB)، جامعة الصليب الأحمر والهلال الأحمر الهلال (LORCS)، حركة عدم الانحياز، منظمة البلدان العربية المصدرة للنفط (أوابك)، منظمة التعاون الإسلامي (منظمة المؤتمر الإسلامي)، منظمة البلدان المصدرة للبترول (أوبك)، والوكالة الدولية للطاقة الذرية (IAEA).

## النزاعات الدولية
في نوفمبر تشرين الثاني عام 1994، قبل العراق رسميا الحدود الذي عينته الامم المتحدة مع الكويت التي كانت قد المنصوص عليها في قرارات مجلس الأمن 687 (1991)، 773 (1992)، و 883 (1993)، وهذا ينتهي رسميا المطالبات في وقت سابق إلى الكويت وإلى بوبيان ووربة جزر؛ ملكية قاروه وأم المرادم الجزر المتنازع عليها من قبل السعودية جزيرة العرب. الكويت والمملكة العربية السعودية مواصلة التفاوض مشترك الحدود البحرية مع إيران، ولا الحدود البحرية مع العراق موجود في منطقة الخليج العربي.

## الشرق الأوسط

### إيران
في 13 يوليو 2008، اتهم النائب الكويتي جاسم الخرافي علنا الغرب من استفزاز إيران بشأن القضية النووية. في مقابلة له مع تلفزيون الكويت المملوكة للدولة، وقال الخرافي ان «ما يحدث هو أن هناك تصريحات استفزازية الغربية، ويستجيب إيران بنفس الطريقة... وأعتقد أن مسألة هذا الحوار الاحتياجات حساسة لا التصعيد، وأنه لا ينبغي التعامل مع إيران كما لو كانت واحدة من الولايات الأميركية.»

### العراق
عارض النائب الكويتي عبداللطيف العميري مسامحة أو إسقاط الديون العراقية. حيث أن الدين قدر بنحو 16 مليار دولار، ويمثل هذا المبلغ المقدم هو القروض التي قدمتها الكويت للعراق في عهد صدام حسين، ومعظمها خلال الحرب الإيرانية العراقية 1980-1988. ويقول العميري أن «الديون المترتبة بذمة العراق تجاه الكويت هو حق الشعب الكويتي وليس لأحد الحق في التفاوض عليها.» ويرى العميري أن أصوات بعض الكويتيين الذين يدعون للعفو عن الديون والتعويضات «يجب ألا يلتفت لها وأنها لا تمثل الشعب الكويتي». انه يعارض كذلك الإعفاء من الديون لأن العراق لديه الثروة النفطية الكبيرة ولأن «الشعب الكويتي تم سفك دماؤه ونهب أمواله» في عام 1990 خلال الغزو العراقي للكويت. «المسألة هي خط أحمر لان الكويت والكويتيين لم يتنازلون في أي وقت مضى عن هذه القروض،».
في 8 نوفمبر 2008، اقترح النائب الكويتي الملا ان على الكويت السماح للعراق لتسديد ديونها عن طريق الغاز الطبيعي. ونقلت صحيفة عرب تايمز قول الملا، «وبهذه الطريقة، يمكن للكويت أن تستعيد أموالها من العراق.»
في 25 أبريل 2007، دعا النائب الكويتي صالح عاشور في بيان عن فنح سفارة لدولة الكويت في بغداد ودعم بقوة الحكومة في بغداد؛ ومع ذلك قال النائب الغانم انه يعتقد أن الوقت ما زال مبكرا لإعادة فتح السفارة الكويتية في بغداد وأن هذه المسألة ينبغي الانتظار عليها حتى تتحسن الأوضاع الأمنية في العراق.

### إسرائيل
في 28 ديسمبر 2008، المشرعين الكويتي مخلد العازمي، مسلم البراك، مرزوق الغانم، جمعان الحربش، أحمد المليفي، محمد هايف المطيري، أحمد السعدون، ناصر الصانع، واحتج وليد الطبطبائي أمام مبنى الجمعية الوطنية ضد الهجمات التي تشنها إسرائيل على قطاع غزة. أحرق المحتجون الأعلام الإسرائيلية، ولوح لافتات كتب عليها «لا للجوع، لا للخضوع» وهتفوا «الله أكبر». وشنت إسرائيل غارات جوية ضد حماس في قطاع غزة في 26 ديسمبر كانون الأول بعد إطلاق حماس صواريخ على بلدة سديروت الإسرائيلية بعد انتهاء تهدئة استمرت ستة أشهر في 18 ديسمبر.
في 3 يناير 2009، احتج ناصر الصانع، وليد الطبطبائي، عدنان عبدالصمد، ونواب آخرين أمام الجمعية الوطنية ضد الهجمات الإسرائيلية على غزة.
بعد صلاة الجمعة يوم 8 يناير 2009، احتج جمعان الحربش وعدة نواب آخرين مرة أخرى أمام الجمعية الوطنية لحث القادة العرب لاتخاذ موقف أقوى ضد الاعتداءات الإسرائيلية وفتح معبر رفح لانهاء الحصار الذي تفرضه إسرائيل على سكان غزة.

### الأردن
وكان الأردن والكويت علاقات ضعيفة بعد حرب الخليج، وذلك بسبب موقف الأردن مع العراق. تحولت الأمور، لكن، وكما نسيت البلدين الماضي، وجلالة الملك عبد الله الثاني وعمل صاحب السمو أمير الكويت الشيخ صباح الأحمد الصباح لاستعادة وتعزيز العلاقات بين البلدين. حاليا ان البلدين لديهما «العلاقات المتميزة». والكويت هي أيضا أكبر مستثمر والجهات المانحة إلى الأردن.

### المملكة العربية السعودية
على الرغم من أن الكويت والمملكة العربية السعودية هي حلفاء أقوياء والتعاون داخل منظمة أوبك ودول مجلس التعاون الخليجي، الرياض تجادل في ملكية الكويت من قاروه وأم جزر المرادم. ومع ذلك المملكة العربية السعودية، والكويت، تملك أقوى العلاقات، في الشرق الأوسط، والسعودية، وقفت مع الكويت في عام 1990، وقفت الكويت مع آل سعود، إلى الوراء في التاريخ، عندما كانوا في المنفى سابقا. ويقول كثير من، الكويت، هي المملكة العربية السعودية، والسعودية هي الكويت، وهذا يدل على علاقة غير قابلة للكسر، الذي تم اختباره على مر التاريخ، وثبت أن تكون معلقة.

### سوريا
كما وقفت سوريا مع الكويت في حرب الخليج في عام 1990، الكويت وسوريا تتمتعان بعلاقات قوية، حتى اندلعت الحرب الأهلية السورية وطرد سفير النظام السوري.

### تركيا
يصف وزارة الشؤون الخارجية في تركيا العلاقات الحالية في «مستويات متميزة». التجارة الثنائية بين البلدين حوالي 275 مليون دولار. وقد وقعت الدولتان مؤخرا خمسة عشر اتفاقيات للتعاون في مجال السياحة، والصحة، والبيئة، والاقتصاد، والتبادل التجاري والنفط.

### اليمن
بوصفها عضوا في مجلس الأمن للأمم المتحدة في عام 1990 و 1991، امتنعت اليمن على عدد من القرارات المتعلقة الغزو العراقي للكويت وصوتوا ضد «قرار استخدام القوة». استجابت الكويت عن طريق إلغاء برامج المساعدات، وقطع الاتصالات الدبلوماسية، وطرد الآلاف من العمال اليمنيين.

### دول مجلس التعاون الخليجي
الكويت، وهو عضو في مجلس التعاون لدول الخليج العربية، والذي يتضمن، المملكة العربية السعودية، البحرين، قطر، والإمارات العربية المتحدة، وسلطنة عمان. هذه البلدان، لديها علاقات ثنائية قوية، وغير قابلة للكسر. مواطني هذه البلدان، قد تدخل مجلس التعاون الخليجي الأخرى، البلد بمعرف. ويسمح للمواطنين دول مجلس التعاون الخليجي للبقاء في أي مجلس التعاون الخليجي الأخرى، الأمة فترة غير محدودة من الزمن. كما أنها تتبع نفس الخطة الاقتصادية، وإعطاء كل العسكرية الأخرى، والدعم الاستخباراتي. لديهم أيضا الأنواع الأخرى، والتعليمية، scocial والخطط. دول مجلس التعاون الخليجي، ومناقشة سياساتها الخارجية، لأنها محاولة للحفاظ على السياسات الأجنبية المماثلة. ومن المعروف أيضا أن هذه الممالك الست، والدول الغنية بالنفط في الشرق الأوسط.
في عام 2011، حذر المجلس إيران إلى عدم التدخل في الشؤون دول مجلس التعاون الخليجي، كما اشتعلت الجواسيس الإيرانيين في الخليج العربي، التي تهدف إلى جعل الانتفاضات ضد الأنظمة الملكية. وقال وزراء خارجية دول مجلس التعاون الخليجي أن إيران يجب أن تتراجع.
عندما وقع انتفاضة البحرين، مارس، 2011، وحصلت على دول مجلس التعاون الخليجي المعنية، وأرسلت قوات لدعم قوات الأمن البحرينية لل. أرسلت الكويت قوات البحرية.
دول مجلس التعاون الخليجي، وأيضا الخطط المستقبلية مثل:
توحيد العملة.
توحيد الجيش .
بناء السكك الحديدية القطار من الكويت إلى صلالة.
فتح الحدود.

## أوروبا

### ألبانيا
ألبانيا والكويت علاقة جيدة جدا. كلا ناقلي هي عضو في منظمة التعاون الإسلامي. الكويت لديها ساهم كبيرة في الاستثمارات في ألبانيا. المشروع بأكمله من أجل استعادة ميدان سكاندربغ في العاصمة الألبانية تيرانا تموله منحة من دولة الكويت.
- ألبانيا لديها سفارة في مدينة الكويت.
- الكويت لديها سفارة في تيرانا.

### قبرص
ويمكن وصف قبرص والكويت بأنها ممتازة مع تبادل الزيارات المختلفة بين البلدين.
- قبرص لديها سفارة في مدينة الكويت.
- الكويت لديها سفارة في نيقوسيا.

### الدنمارك
- تاريخ البدء: 1964

في 6 نوفمبر 2006، صوت البرلمان الكويتي 22-15 الموافقة على قطع العلاقات الدبلوماسية مع الدنمارك على صحيفة يولاندس بوستن الرسوم الجدل محمد والإنفاق حوالي 50 دولار أمريكي (39,20 €) مليون للدفاع عن صورة النبي في الغرب. وكانت كل الأصوات غير ملزم، وهذا يعني لا يملك مجلس الوزراء على الالتزام بها. صوتت النائب الكويتي عبد الصمد لصالح قطع العلاقات الدبلوماسية، قائلا: "علينا أن قطع العلاقات الدبلوماسية والتجارية مع الدنمارك ... ليس لدينا أكل الجبن الدنماركية." صوت الراشد ضد قطع العلاقات الدبلوماسية، بحجة أن المسلمين يجب أن تكون إيجابية وتذكر أنه كان بعض الأفراد، وليس الحكومات، الذي أهان النبي محمد"
وفي فبراير 2008، دعا النائب عبدالله الرومي ونقلت الصحيفة عن الراشد قوله «نحن هنا في الكويت المسيحيين عنة في كثير من مساجدنا، ينبغي لهذه البلدان (مسيحية) مقاطعة الكويت؟» إلى وضع حد لديمارك الكويت ونقلت الصحيفة عن المقاطعة وقوله: «لا يمكن أن تقبل هذا مسلم ضد إهانة النبي ... بل هو شكل من أشكال الإرهاب.»

### اليونان
- تاريخ البدء: 1964

وكانت اليونان واحدة من الدول الأعضاء 34 في التحالف التي ساعدت في تحرير الكويت من العراق في عام 1991 خلال حرب الخليج. شاركت اليونان أيضا في بعثة يونيكوم لقيام بدوريات في منطقة منزوعة السلاح على طول الحدود بين الكويت والعراق.

### كوسوفو
- الكويت اعترفت جمهورية كوسوفو في 11 أكتوبر 2011.[16]
- أنشئت كوسوفو والكويت علاقات دبلوماسية في 16 يناير 2013.[17]

### روسيا

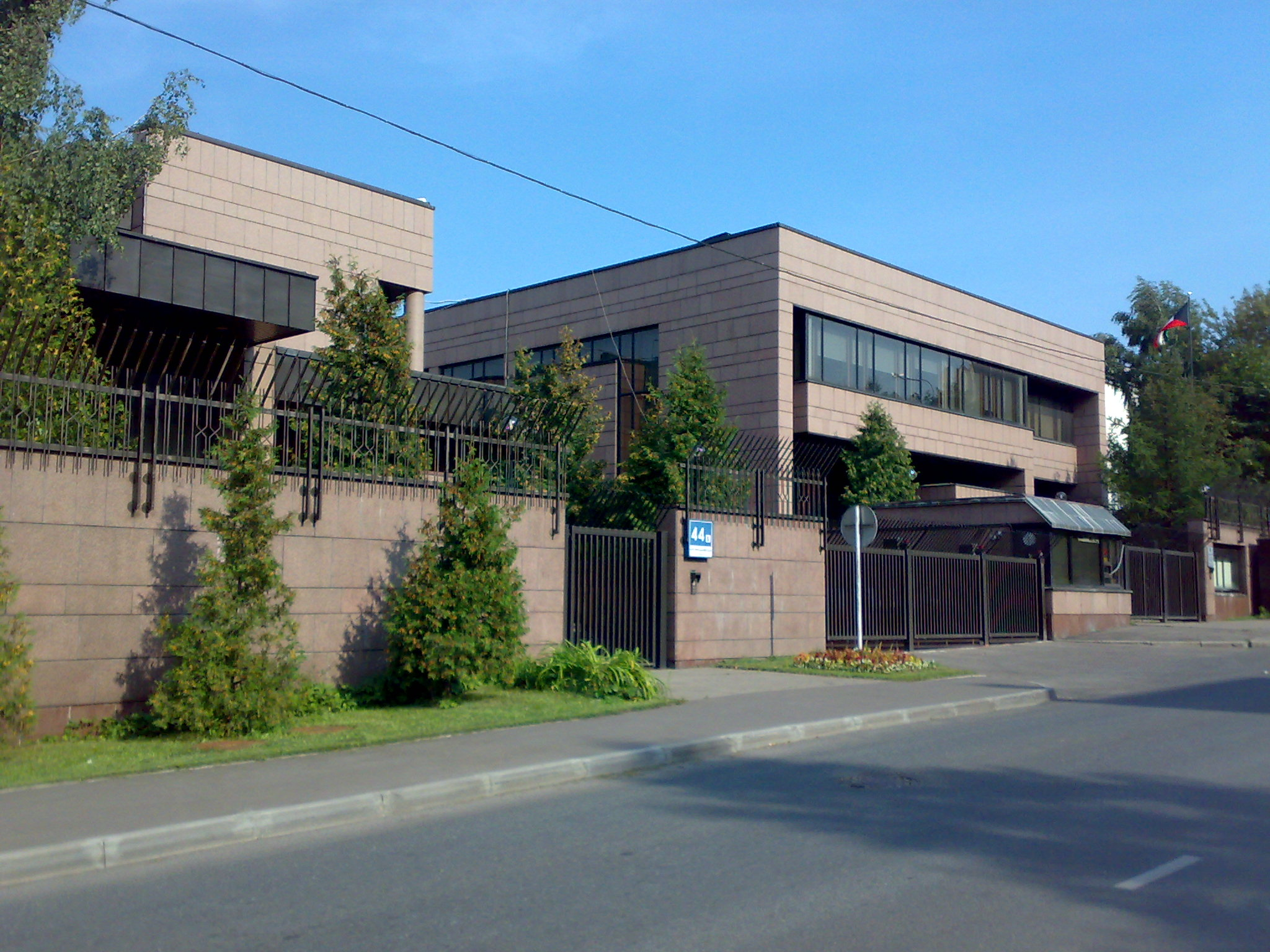
سفارة دولة الكويت في موسكو.

يوم 28 ديسمبر 1991 بأن الكويت والاتحاد الروسي كدولة خليفة للاتحاد السوفياتي روسيا لديها سفارة في مدينة الكويت، والكويت لديها سفارة في موسكو السفير الحالي لروسيا إلى الكويت هو الكسندر Kinshchak، الذي عينه الرئيس الروسي فلاديمير بوتين في 28 كانون الثاني 2008, والذي قدم أوراق اعتماده إلى الأمير صباح الأحمد الجابر الصباح في 28 أبريل 2008. السفير الحالي لل الكويت إلى روسيا ناصر حجي المزين آل، الذي قدم أوراق اعتماده للرئيس فلاديمير بوتين في 11 ديسمبر 2007.

## بقية العالم

### الهند
الهند والكويت تتمتعان بعلاقات ودية تقليدية. وتستند هذه في التاريخ، وصمدت امام اختبار الزمن. القرب الجغرافي والروابط التاريخية التجارة، الصلات الثقافية وبحضور عدد كبير من المغتربين الهنود الاستمرار في دعم ورعاية هذه العلاقة طويلة الأمد. وكانت الهند شريك تجاري الطبيعية ومقصدا للتعليم العالي. حتى عام 1961، كانت الروبية الهندية كعملة قانونية في الكويت. وشملت الزيارات رفيعة المستوى من الهند إلى الكويت تلك نائب الرئيس الموقرة في الهند الدكتور ذاكر حسين في عام 1965، من قبل رئيس الوزراء أنديرا غاندي في عام 1981 ونائب الرئيس الموقرة في الهند شري M الحميد الأنصاري في عام 2009. وشملت الزيارات رفيعة المستوى من الكويت إلى الهند تلك سمو ولي العهد ورئيس مجلس الوزراء الشيخ صباح السالم الصباح في نوفمبر تشرين الثاني عام 1964، سمو أمير البلاد الشيخ جابر الأحمد الجابر الصباح في عام 1980 ومرة أخرى في عام 1983 (لقمة حركة عدم الانحياز)، وأخيه صاحب السمو أمير البلاد الشيخ صباح الأحمد الجابر الصباح في عام 2006.
ووفقا لوزارة الداخلية الكويتية، هناك ما يقرب من 600,000 الهنود، الذين يشكلون أكبر جالية في الكويت. ويعتبر المجتمع الهندي مجتمع الأفضلية الأولى بين المغتربين في الكويت. الكويت تعتبر الهند كاقتصاد سريع النمو ومصدرا من الموظفين الفنيين والتقنيين المؤهلين تأهيلا عاليا. وغير المهرة وهناك نسبة كبيرة من المغتربين الهنود والعمال شبه المهرة. المهنيين مثل المهندسين والأطباء والمحاسبين القانونيين والعلماء والخبراء البرمجيات، والاستشاريين في مجال الإدارة، والمهندسين المعماريين، وعمال مهرة مثل الفنيين والممرضات، وعمال شبه المهرة، ويقول التجار التجزئة ورجال الأعمال موجودة أيضا في المجتمع الهندي.
في الآونة الأخيرة، كانت هناك زيادة في عدد الخبراء الهنود المؤهلين تأهيلا عاليا في مجالات مرحبا التكنولوجيا، وخاصة في قطاع البرمجيات والمالي في الكويت. في مجال الصحة، الهند، ليس فقط لوازم كبار المتخصصين ولكن أيضا شبه الطبي للموظفين الذين يتمتعون بسمعة عالية.
ويقدر إجمالي التحويلات من الكويت إلى الهند لتكون ما يزيد عن 3 مليارات دولار سنويا.
وجود ما يقرب من 300 جمعيات داخل المجتمع الهندي في الكويت، يمثلون مجموعة متنوعة من المصالح الإقليمية والمهنية والثقافية. ومن بين هؤلاء، تم تسجيل 128 الجمعيات في الوقت الحاضر مع السفارة. ويتم تنظيم الفعاليات الثقافية بشكل منتظم من قبل هذه الجمعيات من خلال السنة، والتي غالبا ما يتم دعوة الفنانين الهندية الرائدة.
وهناك 18 مدرسة الهندية في الكويت التابعة للمجلس المركزي للتعليم الثانوي، نيو دلهي.

### باكستان
العلاقة بين الكويت وباكستان هي المثالية، الشقيق والتاريخية وتستند على عمق التاريخ المشترك والتقاليد وثقافة مشتركة. الكويت وباكستان تتمتعان دائما العلاقات الاقتصادية والثقافية العميقة.
بعد نهاية حرب الخليج الأولى في عام 1991 مهندسين الجيش الباكستاني كانوا متورطين في برنامج إزالة الألغام في البلاد. وكانت الكويت أيضا أول دولة ترسل مساعدات إلى القرى الجبلية المعزولة في كشمير بعد الزلزال عام 2005, تقدم أيضا أكبر كمية من المساعدات في أعقاب الزلزال ($100m).

### جمهورية الصين الشعبية
بدأت الصين والكويت علاقات دبلوماسية في عام 1971. في عام 2007، صدرت الكويت بقيمة 2.3 مليار دولار من السلع إلى الصين (2.1 مليار دولار التي كان النفط) والمستوردة الكويت 1.3 مليار دولار من السلع من الصين.
في عام 2007، زودت الكويت الصين مع 95,000 برميل (15,100 M3) من النفط يوميا، وهو ما يمثل 2.6٪ من إجمالي واردات الصين من النفط الخام. وكانت السعودية أكبر مزود للصين إذ قفزت شحناتها من 69.8 في المئة إلى 3840000 طن (939000 برميل / يوم)، تليها أنغولا مع 2060000 طن (503,000 برميل / يوم)، بانخفاض 27.1 في المئة. احتلت إيران المرتبة الثالثة، مع واردات البلاد من انكماش 35.3 في المئة إلى 1.18 مليون طن (289,000 برميل / يوم). والصين هي ثاني أكبر مستهلك للنفط في العالم بعد الولايات المتحدة. وقال عبد اللطيف الحوطي العضو المنتدب للتسويق الدولي في تديرها الدولة مؤسسة البترول الكويتية (KPC)، كونا في أكتوبر تشرين الأول ان الكويت في طريقها للهدف تصدير النفط الخام بين الصين ومتجهة لها من 500,000 برميل / يوم (79,000 M3 / د) بحلول عام 2015، ولكن النجاح سوف يعتمد بشكل كبير على مشروع المصفاة الصينية الكويتية. تم البلدين في محادثات لالمزمعة 300,000 برميل / يوم (48,000 M3 / د) مصفاة في مقاطعة قوانغدونغ جنوب الصين. ومن المتوقع أن يكون المجمع على تيار بحلول عام 2012، ولكن المشروع المشترك لا يزال ينتظر موافقة من اعلى هيئة للتخطيط الاقتصادي في الصين. الوطنية للتنمية والإصلاح اللجنة.

### الولايات المتحدة الأمريكية
فتحت الولايات المتحدة القنصلية في الكويت في أكتوبر تشرين الأول عام 1951، والذي ارتقى إلى السفارة الوضع في وقت استقلال الكويت بعد مرور 10 سنوات. الولايات المتحدة تدعم سيادة الكويت، والأمن، والاستقلال، وكذلك جهودها الدبلوماسية المتعددة الأطراف إلى بناء المزيد من التعاون بين دول مجلس التعاون الخليجي البلدان.
زيادة التعاون الاستراتيجي بين الولايات المتحدة والكويت في عام 1987 مع تنفيذ نظام الحماية البحرية التي كفلت حرية الملاحة في الخليج العربي لمدة 11 الكويتي ناقلات التي تم تغيير أعلامها مع علامات الولايات المتحدة.
تكثيف الشراكة الإستراتيجية بين الولايات المتحدة والكويتي بشكل كبير مرة أخرى بعد العراق غزو الكويت. وقادت الولايات المتحدة مجلس الأمن الدولي يطالب العراق بالانسحاب من الكويت وإذنها من استخدام القوة، إذا لزم الأمر، لإزالة القوات العراقية من البلد المحتل. لعبت الولايات المتحدة دورا مسيطرا في تطوير عمليات عسكرية متعددة الجنسيات درع الصحراء وعاصفة الصحراء التي حررت الكويت. ظلت العلاقة بين الولايات المتحدة والكويت قوية في فترة ما بعد الحرب الخليج. الكويت والولايات المتحدة عملت على أساس يومي لرصد وإنفاذ امتثال العراق لقرارات مجلس الأمن الدولي، وقدمت الكويت أيضا المنصة الرئيسية لعملية حرية العراق منذ عام 2003.
منذ تحرير الكويت، قدمت الولايات المتحدة المساعدة التقنية العسكرية والدفاعية للكويت من كل من المبيعات العسكرية الخارجية (FMS) والمصادر التجارية. ويرد مكتب الولايات المتحدة للتعاون العسكري في الكويت إلى السفارة الأمريكية، وتدير برنامج FMS. وهناك حاليا أكثر من 100 عقد FMS مفتوحة بين الجيش الأمريكي ووزارة الدفاع الكويتية بلغ مجموعها 8.1 مليار $. نظم الجيش الأمريكي الرئيسي شراؤها حاليا من قبل قوات الدفاع الكويت هي صواريخ باتريوت نظم، F-18 الدبور المقاتلين، وإم1 أبرامز دبابة قتال رئيسية، AH-64D أباتشي هليكوبتر، وإعادة رسملة كبيرة من البحرية الكويتية مع قوارب الولايات المتحدة.
كانت المواقف الكويتية تجاه المنتجات الأمريكية مواتية منذ حرب الخليج الثانية. في عام 1993، أعلنت الكويت علنا التخلي عن الدرجتين الثانية والثالثة من المقاطعة العربية لإسرائيل (تلك الجوانب التي تؤثر على الشركات الأمريكية). والولايات المتحدة هي حاليا أكبر مورد في الكويت من السلع والخدمات، والكويت هي خامس أكبر سوق في منطقة الشرق الأوسط. بلغ مجموع الصادرات الأميركية إلى الكويت 2.14 مليار دولار في عام 2006. تقديم أسعارها معقولة، الشركات الأمريكية لديها ميزة تنافسية في العديد من المجالات التي تحتاج إلى التكنولوجيا المتقدمة، مثل معدات حقول النفط والخدمات، وتوليد الطاقة الكهربائية ومعدات التوزيع، ومعدات الاتصالات السلكية واللاسلكية، والسلع الاستهلاكية، والمعدات العسكرية.
الكويت أيضا شريك مهم في الحملة التي تقودها الولايات المتحدة المستمرة ضد الدولية الإرهاب، وتقديم المساعدة في الجيش والدبلوماسية والاستخبارات والساحات ودعم أيضا الجهود الرامية إلى منع تمويل الإرهاب المجموعات. في يناير 2005، قامت قوات الأمن خدمات الكويت تشارك في معارك بالاسلحة النارية مع المتطرفين المحليين، مما أدى إلى الوفيات على كلا الجانبين في أول حادث من نوعه في تاريخ الكويت.
 تتضمن هذه المقالة مواد في الملكية العامة خاصة في وزارة الخارجية الأمريكية موقع http://www.state.gov/r/pa/ei/bgn/index.htm (Background Notes).